# Wahl zum Abgeordnetenhaus von Berlin 1990
- PDS: 23
- SPD: 76
- Bü90: 11
- AL: 12
- FDP: 18
- CDU: 101

- Regierung: 177
- Opposition: 64

Die Wahl zum Abgeordnetenhaus von Berlin am 2. Dezember 1990 fand parallel zur Bundestagswahl 1990 statt und war die erste Gesamtberliner Wahl seit 1946.
Diese Wahl war die bislang einzige Wahl zum Abgeordnetenhaus, bei der nicht gleichzeitig die Bezirksverordnetenversammlungen gewählt wurden. Hintergrund hierfür war der Umstand, dass die Ostberliner Bezirksparlamente erst im Juni 1990 gewählt worden waren und ihnen die Gelegenheit gegeben werden sollte, ohne frühzeitige Neuwahlen die Strukturen der kommunalen Selbstverwaltung aufzubauen.

## Ausgangssituation
Bei den Wahlen zum Berliner Abgeordnetenhaus vom 29. Januar 1989 hatten SPD und Alternative Liste (AL) einen überraschenden Wahlsieg errungen. Die FDP hatte den Einzug in das Abgeordnetenhaus klar verpasst, dagegen hatten die erstmals angetretenen rechtsgerichteten Republikaner auf Anhieb den Sprung über die Fünf-Prozent-Hürde deutlich geschafft.
Somit hatte eine rot-grüne Koalition die schwarz-gelbe Koalition unter Eberhard Diepgen überraschend abgelöst. Regierender Bürgermeister wurde Walter Momper (Senat Momper). Die Alternative Liste stieg jedoch im November 1990 nach Meinungsverschiedenheiten mit der SPD über die Räumung besetzter Häuser in der Mainzer Straße aus der Koalition aus. Der Termin für vorgezogene Neuwahlen stand zu diesem Zeitpunkt jedoch längst fest.
In Ost-Berlin regierte nach der ersten freien Kommunalwahl vom 6. Mai 1990 eine große Koalition unter Tino Schwierzina (SPD). Gemäß Art. 16 Einigungsvertrag zwischen der DDR und der Bundesrepublik regierten der West-Berliner Senat und der Ost-Berliner Magistrat vom Tag der Wiedervereinigung am 3. Oktober 1990 bis zur Wahl einer gemeinsamen Stadtregierung durch den Wähler als „Doppelregierung“.
Die SPD trat mit Walter Momper als Spitzenkandidat an, die CDU erneut mit dem ehemaligen Regierenden Bürgermeister Eberhard Diepgen.

## Ergebnis
| Listen                                 | Listen               | Erststimmen | Erststimmen | Erststimmen | Zweitstimmen | Zweitstimmen | Zweitstimmen | Mandate Gesamt |
| Listen                                 | Listen               | Stimmen     | %           | Mandate     | Stimmen      | %            | Mandate      | Mandate Gesamt |
| -------------------------------------- | -------------------- | ----------- | ----------- | ----------- | ------------ | ------------ | ------------ | -------------- |
|                                        | CDU                  | 824.375     | 40,9        | 71          | 815.382      | 40,4         | 30           | 101            |
|                                        | SPD                  | 649.427     | 32,2        | 37          | 614.075      | 30,4         | 39           | 76             |
|                                        | PDS                  | 175.475     | 8,7         | 12          | 184.820      | 9,2          | 11           | 23             |
|                                        | FDP                  | 128.563     | 6,4         | –           | 143.080      | 7,1          | 18           | 18             |
|                                        | Grüne/AL             | 93.303      | 4,6         | –           | 100.839      | 5,0          | 12           | 12             |
|                                        | Bü90/Grüne/UFV       | 73.968      | 3,7         | –           | 87.891       | 4,4          | 11           | 11             |
|                                        | REP                  | 61.334      | 3,0         | –           | 62.041       | 3,1          | –            | –              |
|                                        | ödp                  | 3.800       | 0,2         | –           | 5.160        | 0,3          | –            | –              |
|                                        | DSU                  | 4.043       | 0,2         | –           | 4.539        | 0,2          | –            | –              |
|                                        | DDD                  | 246         | 0,0         | –           | 1.371        | 0,1          | –            | –              |
|                                        | Einzelbewerber       | 452         | 0,0         | –           | –            | –            | –            | –              |
| Gesamt                                 | Gesamt               | 2.014.986   | 100         | 120         | 2.019.198    | 100          | 121          | 241            |
|                                        |                      |             |             |             |              |              |              |                |
| Ungültige Stimmen                      | Ungültige Stimmen    | 22.415      | 1,1         |             | 18.364       | 0,9          |              |                |
| Abgegebene Stimmen                     | Abgegebene Stimmen   | 2.037.401   | –           |             | 2.037.562    | –            |              |                |
| Ausgefallene Stimmen                   | Ausgefallene Stimmen | 3.308       | 0,2         |             | 3.147        | 0,2          |              |                |
| Wähler                                 | Wähler               | 2.040.709   | 80,8        |             | 2.040.709    | 80,8         |              |                |
| Wahlberechtigte                        | Wahlberechtigte      | 2.524.553   |             |             | 2.524.553    |              |              |                |
|                                        |                      |             |             |             |              |              |              |                |
| Quelle: Bericht der Landeswahlleiterin |                      |             |             |             |              |              |              |                |

Die 1978 gegründeten westdeutschen Grünen/AL und eine aus der Friedlichen Revolution kürzlich hervorgegangene Listenvereinigung von Bündnis 90, Grünen (Ost) und UFV traten getrennt voneinander an. Während die Alternative Liste ihren Wahlkampf auf den Westteil der Stadt konzentrierte, traten Bündnis 90/Grüne/UFV vor allem im Ostteil auf. Sie kamen auf 4,99 und 4,4 % der Stimmen, zogen jedoch beide ins Abgeordnetenhaus ein, da sie in der jeweiligen Stadthälfte mehr als 5 Prozent erzielten (Bündnis 90/Grüne im Ostteil 9,8 % und AL im Westteil 6,9 %). Möglich wurde dies, da bei dieser Wahl die Stadt Berlin in zwei Wahlgebiete geteilt wurde mit jeweils separater 5-Prozent-Sperrklausel. Es reichte also aus, in nur einem der Wahlgebiete diese Hürde zu nehmen, um im Abgeordnetenhaus vertreten zu sein. Diese Besonderheit eines geteilten Wahlgebiets fand auch bei der gleichzeitig abgehaltenen Bundestagswahl Anwendung.
Die SPD sackte auf 30,4 % ab (−6,9 Prozentpunkte), die CDU erhielt 40,4 % (+2,7 Prozentpunkte), die FDP kehrte mit 7,1 % (+3,2 Prozentpunkte) ins Abgeordnetenhaus zurück, die beiden grünen Gruppen erhielten zusammen 9,4 % der Stimmen (−2,4 Prozentpunkte). Neu ins Abgeordnetenhaus gelangte die PDS mit 9,2 % der Stimmen. Nicht mehr ins Parlament kamen die Republikaner mit 3,1 % (−4,4 Prozentpunkte).
Eberhard Diepgen wurde wieder ins Amt des Regierungschefs gewählt (Senat Diepgen III), ein in der Geschichte der Bundesrepublik seltener Vorgang, dass einem abgewählten Regierungschef die Rückkehr ins Amt gelang. Vor Eberhard Diepgen schafften dies lediglich Wilhelm Hoegner 1954 in Bayern, Max Brauer 1957 in Hamburg und Hinrich Wilhelm Kopf 1959 in Niedersachsen. Karl Arnold verstarb 1958 eine Woche vor der Landtagswahl in Nordrhein-Westfalen, die ihm dies ermöglicht hätte.
Auf Grund des Umstands, dass weder CDU und FDP auf der einen Seite (bei nur zwei fehlenden Sitzen), noch SPD und Grüne auf der anderen Seite eine Mehrheit hatten und die Umsetzung der vorhandenen linken Mehrheit nicht denkbar war, da die PDS kurz nach dem Ende der DDR als nicht regierungsfähig galt, bildeten CDU und SPD eine große Koalition.
Die Grünen/AL und Bündnis 90/Grüne/UFV bildeten im Abgeordnetenhaus eine gemeinsame Fraktion. Im Laufe der Legislaturperiode schlossen sich die entsprechenden Landesparteien Alternative Liste und Bündnis 90 ebenso wie die Bundesparteien 1993 zum Landesverband Bündnis 90/Die Grünen Berlin zusammen.
Die Bezirksverordnetenversammlungen wurden im Mai 1992 separat neu gewählt. Die darauf folgenden Kommunalwahlen finden seither wieder parallel zur Abgeordnetenhauswahl statt.